# Paz de Río
Paz de Río – miasto w departamencie Boyacá w Kolumbii, w Kordylierze Wschodniej.
Liczba mieszkańców wynosi ok. 3 tys.